# Stefan Van Riel
Stefan Van Riel (29 december 1970) is een voormalig Belgisch voetballer. Als prof was hij in Eerste Klasse actief bij Eendracht Aalst. Met Aalst nam hij in 1995/96 deel aan de UEFA Cup.
Daarnaast speelde hij ook enige tijd bij Zoutleeuw, RS Waasland, in Tweede Klasse en in de provinciale reeksen bij JV De Pinte. Bij De Pinte werd hij later hulptrainer.

## Statistieken
| seizoen | club             | land   | competitie     | wed. | goals |
| ------- | ---------------- | ------ | -------------- | ---- | ----- |
| 1990/91 | KFC Zwarte Leeuw | België | Tweede Klasse  | 22   | 5     |
| 1991/92 | KFC Zwarte Leeuw | België | Tweede Klasse  | 27   | 6     |
| 1992/93 | Sint-Niklase SK  | België | Tweede Klasse  | 29   | 0     |
| 1993/94 | Sint-Niklase SK  | België | Tweede Klasse  | 26   | 1     |
| 1994/95 | Eendracht Aalst  | België | Jupiler League | 18   | 0     |
| 1995/96 | Eendracht Aalst  | België | Jupiler League | 31   | 2     |
| 1996/97 | Eendracht Aalst  | België | Jupiler League | 16   | 1     |
| 1997/98 | Eendracht Aalst  | België | Jupiler League | 28   | 1     |
| 1998/99 | KV Oostende      | België | Jupiler League | 13   | 2     |
| 1999/00 | Schoten          | België | Derde Klasse   | 15   | 0     |
| 2000/01 | Schoten          | België | Derde Klasse   | 11   | 0     |
| 2001/02 | Schoten          | België | Derde Klasse   | 22   | 1     |
| 2002/03 | RS Waasland      | België | Derde Klasse   | 25   | 0     |
| 2003/04 | RS Waasland      | België | Derde Klasse   | 29   | 1     |
| 2004/05 | RS Waasland      | België | Tweede Klasse  | 14   | 0     |
| 2005-07 | De Pinte         | België | ?              | ?    | 0     |